# Maigret und der Clochard
Maigret und der Clochard (französisch: Maigret et le clochard) ist ein Kriminalroman des belgischen Schriftstellers Georges Simenon. Er ist der 60. Roman einer Reihe von insgesamt 75 Romanen und 28 Erzählungen um den Kriminalkommissar Maigret. Der Roman entstand vom 26. April bis 2. Mai 1962 in Echandens und erschien im Folgejahr beim Verlag Presses de la Cité. Die erste deutsche Übersetzung von Hansjürgen Wille und Barbara Klau publizierte 1964 Kiepenheuer & Witsch. 1989 veröffentlichte der Diogenes Verlag eine Neuübersetzung von Josef Winiger.
Noch nie hat Kommissar Maigret erlebt, dass ein Mordanschlag auf einen Clochard verübt wurde. Als daher ein Pariser Obdachloser mit dem Spitznamen „Doktor“ in die Seine gestoßen wird und beinahe ertrinkt, beginnt sich der Kommissar für die Hintergründe der ungewöhnlichen Tat zu interessieren und ermittelt in der Vergangenheit des Opfers. Ausgerechnet Madame Maigret weiß allerlei über das Vorleben des ehemaligen Arztes zu berichten.

## Inhalt

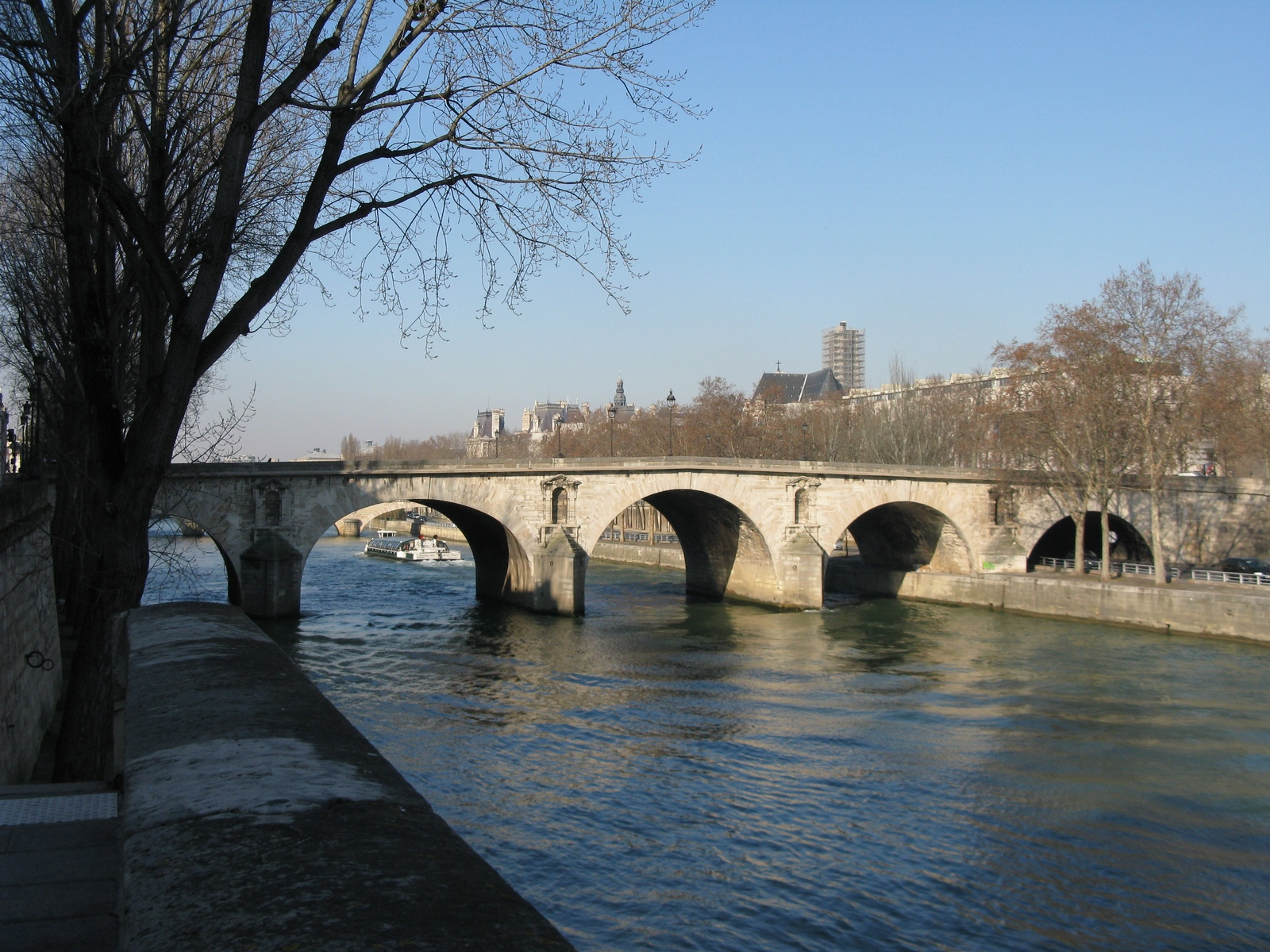
Pont Marie in Paris

Der 25. März ist der erste Frühlingstag des Jahres in Paris, und so ist auch Kommissar Maigret in Frühlingsstimmung, als er mit Inspektor Lapointe zu einem Lokaltermin am Pont Marie aufbricht, wo er Untersuchungsrichter Dantziger und Staatsanwalt Perrain trifft. Auf einen Clochard, der unter der Brücke nächtigte, wurde ein Mordanschlag verübt: Vermutlich im Schlaf erhielt er einen Schlag auf den Kopf und wurde anschließend in die Seine geworfen, ehe ihn die Schiffer Jef van Houtte und Justin Goulet aus dem Wasser fischten. Nun liegt er im Hôtel-Dieu im Koma. Van Houttes Aussage lenkt die Polizei auf die Spur von zwei Männern in einem roten Peugeot 403, die den Clochard in den Fluss geworfen haben sollen.
Maigret kann sich nicht erinnern, jemals von einem Angriff auf einen Clochard gehört zu haben. Auch die anderen Obdachlosen reden mit Respekt von dem Opfer, das allseits nur als „Doktor“ bekannt ist. Sein Ausweis ist auf den Namen François Keller aus Mülhausen im Elsass ausgestellt. Hier kommt Madame Maigret mit ihrer elsässischen Verwandtschaft ins Spiel: Ihre Schwester weiß von einem Arzt namens Keller zu berichten, der immer schon eigenwillig und unangepasst gewesen sei. Nachdem seine Frau durch eine Erbschaft zu Wohlstand gelangt war, entfremdeten sich die Eheleute zunehmend. Sie suchte durch Partys und Empfänge Anschluss an die gehobene Gesellschaft. Er suchte den Sinn in seiner Arbeit und wollte wie Albert Schweitzer als Tropenarzt in Gabun praktizieren. Doch auch in den Kolonien konnte er sich keinen Regeln unterordnen, wurde ausgewiesen und kehrte zurück nach Frankreich, wo sich seine Spur verlor. Maigret spürt nacheinander Kellers Tochter Jacqueline Rousselet und Kellers Ehefrau auf, die auf der Île Saint-Louis lebt, nur wenige hundert Meter vom Unterschlupf ihres Mannes entfernt. Und er besucht Keller im Hôtel-Dieu. Obwohl dieser noch nicht aufnahmefähig scheint, ist sich Maigret sicher, dass er jedes seiner Worte versteht, doch beschlossen hat, nicht zu reden.
Inzwischen ist es Inspektor Lapointe gelungen, den roten Peugeot ausfindig zu machen. Dieser gehört Jean Guillot, der tatsächlich in der Tatnacht gemeinsam mit seinem Freund Lucien Hardoin am Quai des Célestins war, allerdings erwiesenermaßen bereits eine halbe Stunde früher als von van Houtte angegeben, und was sie ins Wasser warfen war Guillots verstorbene Dogge Nestor. Nachdem erste Zweifel an der Aussage des flämischen Schiffers aufgekommen sind, verfolgt Maigret dessen Frachtkahn De Zwarte Zwaan, bis er ihn zwischen Meulan-en-Yvelines und Mantes-la-Jolie bei Juziers stellen kann. Neben van Houtte befinden sich dessen Frau Anneke und ihr neugeborenes Baby sowie sein Bruder Hubert auf dem Schiff. Obwohl sich der Flame der erneuten Befragung mit allen Mitteln widersetzt, erfährt Maigret nach und nach, dass der Kahn ursprünglich im Besitz von Annekes Vater Louis Willems war, bei dem Jef als Hilfskraft angeheuert hatte. Niemals hätte Willems der Heirat seiner Tochter mit dem mittellosen Jef zugestimmt, doch wenige Wochen vor der Hochzeit ging der betrunkene Schiffer über Bord und ertrank. Der vermeintliche Unfall ereignete sich in Paris beim Pont de Bercy, der zu dieser Zeit Keller als Nachtquartier diente.

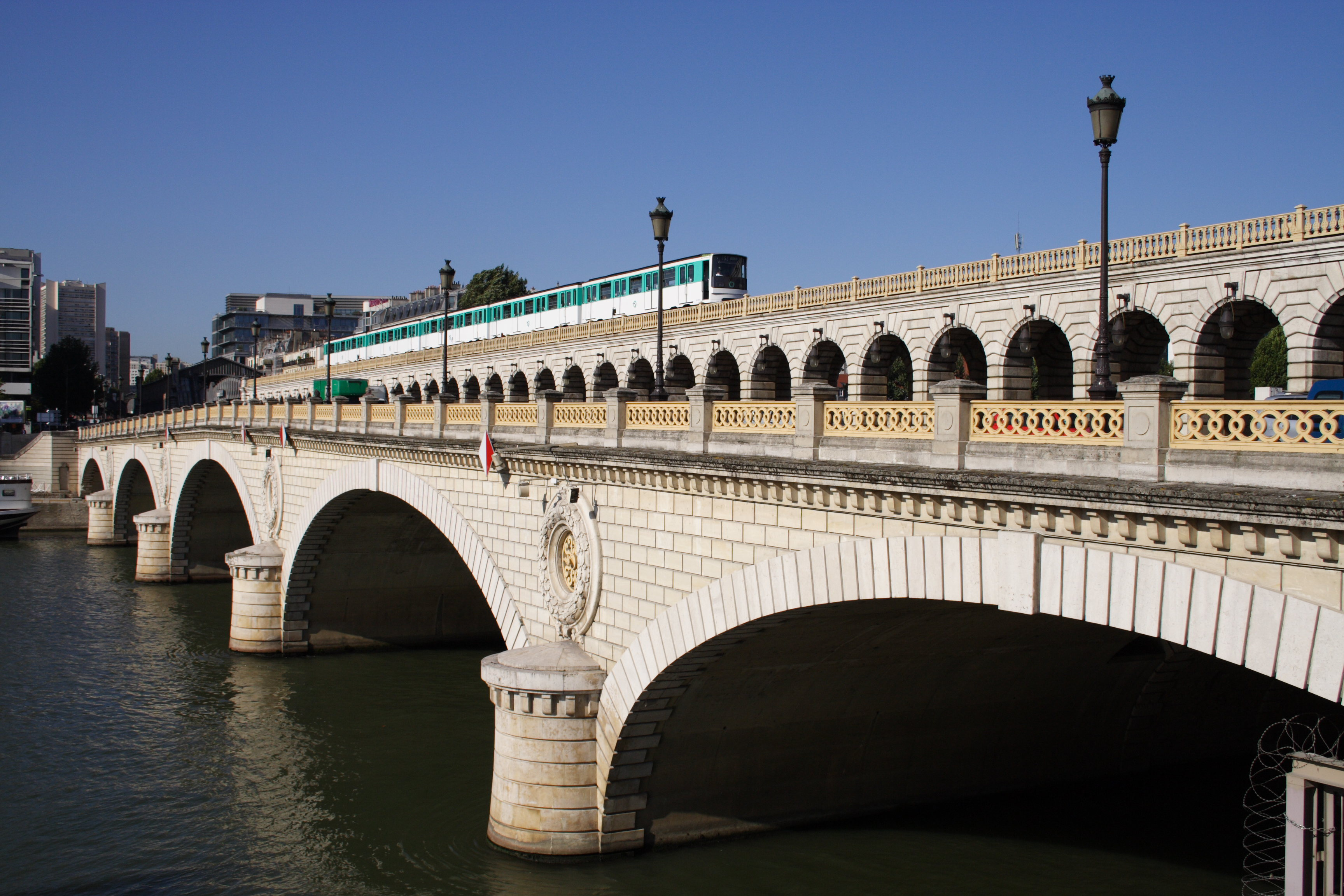
Pont de Bercy in Paris

Für Maigret fügen sich nun sämtliche Puzzlestücke zusammen: Van Houte hatte bei Willems’ Tod nachgeholfen und war dabei von dem Clochard beobachtet worden. Als er diesen zwei Jahre später unter einer anderen Brücke wiederentdeckte, wollte er den Zeugen beseitigen und stieß ihn wie sein erstes Opfer in den Fluss. Allerdings hörte ein anderer Schiffer die Schreie des Ertrinkenden, woraufhin van Houtte nichts anderes übrig blieb, als bei der Bergung mitzuhelfen. Bei der anschließenden polizeilichen Befragung versuchte er die Tat mit der zufälligen Beobachtung des roten Peugeots vom selben Abend zu verknüpfen, den er unauffindbar wähnte. Allen Widersprüchen in seiner Aussage zum Trotz gesteht van Houtte nicht, und ein handfester Beweis gegen ihn liegt nicht vor. Schließlich zieht Maigret seinen letzten Trumpf und bringt Täter und Opfer im Hôtel-Dieu zusammen. Doch Keller leugnet, seinen Angreifer wiederzuerkennen, und Maigret muss den Flamen laufenlassen. Anders als Staatsanwalt und Untersuchungsrichter bringt der Kommissar immerhin Verständnis für den Clochard auf, der sich längst so weit von den gesellschaftlichen Spielregeln entfernt hat, dass ihm ein Schwurgerichtsprozess nicht mehr wichtig ist. Im Sommer trifft Maigret den genesenen „Doktor“ unter dem Pont Marie wieder. Und als ihm der Clochard zu verstehen gibt, dass Maigrets Schlussfolgerungen zwar zutreffen, er jedoch über niemanden urteilen wolle, entsteht zwischen den beiden Männern ein kurzer Moment der Komplizenschaft.

## Form und Sprache
Die Sprache der Maigret-Romane ist einfach und knapp. Dabei zeichnet Simenon häufig detailreiche, atmosphärische Bilder der Handlungsorte. So setzt auch Maigret und der Clochard mit einem ausführlich beschriebenen Frühlingsspaziergang ein. Der Roman wird zu großen Teilen in der Dialogform als direkte Rede und Gegenrede, Frage und Antwort präsentiert, etwa in den Verhören durch den Kommissar sowie in Maigrets Unterhaltungen mit seiner Frau. Die beschreibenden Passagen kreisen hauptsächlich um die Gefühle des Kommissars und insbesondere den Einfluss des Wetters auf sein Befinden.
Obwohl der Roman laut Guido Reineke „sicherlich kein literarisches Meisterwerk ist“, enthält er einige literarische Stilmittel wie etwa Dingsymbole. So stehen für Reineke die drei verschiedenfarbigen Murmeln in der Tasche des Clochards für dessen frühere Familie: Vater, Mutter und Kind. Murielle Wenger sieht sie hingegen als Symbol für das weit in der Vergangenheit liegende Paradies der Kindheit. Wie häufig bei Simenon werden die Figuren indirekt über ihre Lebensweise und ihre Emotionen charakterisiert. Am Schluss steht das für die Maigret-Reihe typische Verhör im Büro des Kommissars, ein Ritual, das stets denselben Regeln folgt und von Maigrets Pfeiferauchen sowie dem Verzehr von Sandwiches und Bier begleitet wird. Die den ganzen Roman hindurch wachsende Aggressivität des verhörten Schiffers erreicht in Maigrets Büro ihren Höhepunkt, ehe sie bei der Gegenüberstellung im Krankenhaus wieder abflaut. Ohne die Festnahme des Verdächtigen endet der Roman mit einem (halb-)offenen Schluss.

## Interpretation

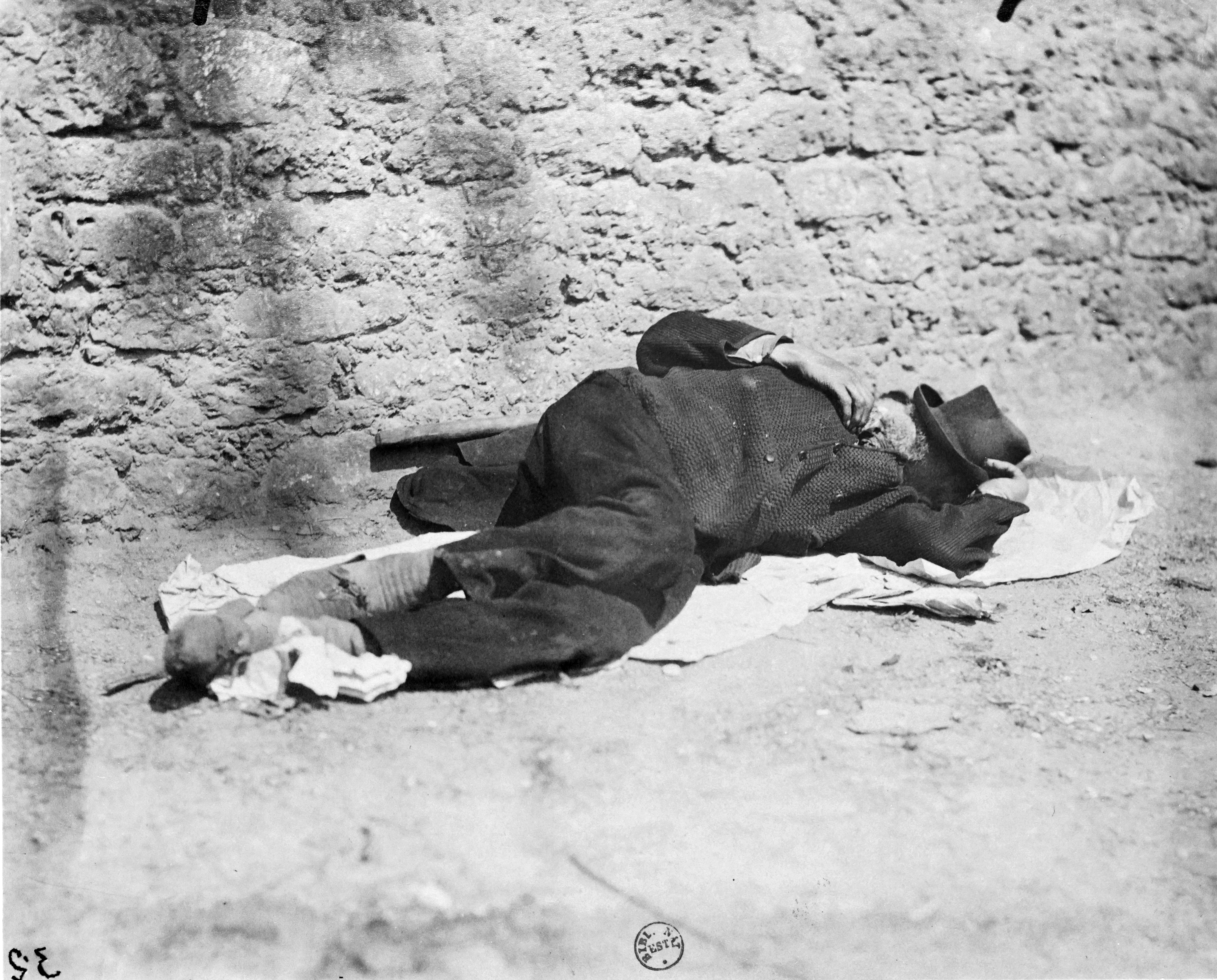
Foto eines Clochards von Eugène Atget, Paris 1898

Der Clochard ist eine häufige Figur in Simenons Romanen. So fühlt sich Murielle Wenger vom „Doktor“ François Keller an den Kahnführer Jean Darchambaux aus Maigret und der Treidler der Providence erinnert, der ebenfalls ein ehemaliger Arzt ist, und auch Marcel Vivien in Maigret und der einsame Mann verließ einst seine Familie, um auf den Pariser Straßen zu leben. Lucille F. Becker verweist auf die Figur des Streuners Léopold in Simenons autobiografischem Roman Stammbaum. Bereits mit 16 Jahren hatte Simenon davon phantasiert, eines Tages als Clochard zu enden. In Simenon auf der Couch gestand er, „daß ich noch heute den Zustand des Clochards nahezu als einen Idealzustand empfinde. Der echte Clochard ist zweifellos ein viel vollkommenerer Mensch als wir.“ So verleiht auch die Weigerung des Clochards Keller, einen Mörder zu verraten und über ihn zu urteilen, ihm in den Augen Maigrets eine Noblesse, die er bewundert, obwohl er gleichzeitig Enttäuschung fühlt, dass ihm die notwendige Aussage fehlt, den Verdächtigen zu überführen.
Der Philosoph Paul Smeyers zitiert den Roman Maigret und der Clochard als Beispiel für die Frage, wann Wissen problematisch werden kann. Maigret gebe sich damit zufrieden, seinen Fall nicht vollständig aufzuklären, er akzeptiere die Weigerung seines Zeugen auszusagen, ohne auf ihn weiteren Druck auszuüben. Dies tue er aus dem Bewusstsein heraus, dass die einfache Logik von Verbrechen und Strafe ihrerseits Ungerechtigkeiten erzeuge, und dass es nicht immer der höheren Gerechtigkeit zuträglich sei, die Fakten um ihrer selbst willen aufzuklären. Maigret nehme die Bürde, den Dingen nicht vollständig auf den Grund gegangen zu sein, im Bewusstsein auf sich, dass er sich für die bessere Lösung entschieden habe: „Diejenigen, die unter den Brücken leben, sind unsichtbar, sehen aber alles. Sie sollten in Ruhe gelassen werden wie alle anderen auch.“

## Rezeption
Die Literaturzeitschrift Welt und Wort urteilte 1965 über Maigret und der Clochard: „Eine recht ansprechende Geschichte aus der Maigret-Serie.“ The New York Times Book Review sah den Roman 1974 „angefüllt mit authentischer Pariser Atmosphäre“. Dick Datchery empfahl das Buch in The Critic Lesern mit schwachen Nerven und fügte hinzu: „Dies ist eine ruhige, gedämpfte Geschichte mit wenig Geheimnis oder Spannung […]. Wie üblich gibt es eine feine Mixtur von erstklassigen Figuren, und Maigrets Grübeleien werden seinen Fans unter Garantie gefallen.“
Tilman Spreckelsen mochte Simenon zwar die Geschichte vom Arzt, der zum Clochard wird, nicht recht abnehmen, doch wenn man sich darauf einließe, „bekommt die Geschichte durchaus Schwung“. Er verwies auf die Frühlingsgefühle, die im Kommissar aufsteigen: „Trotz des üblen Mordversuches ist das Buch über viele Seiten hin fast irritierend heiter geraten“. Dass sich der Mordanschlag auf den Clochard bei dessen Mentalität und Verschwiegenheit rückblickend als vollkommen unnötig herausstellt, führte ihn zur Feststellung: „Selten liest man bei Simenon sonst ein derart altersweises Bekenntnis zur Grundabsurdität des Lebens.“
Die Romanvorlage wurde zweimal im Rahmen von französischen Fernsehserien verfilmt: 1976 spielte Jean Richard den Kommissar Maigret in Les Enquêtes du commissaire Maigret, 2004 sein Kollege Bruno Cremer in Maigret. Der Ernst Klett Verlag veröffentlichte eine gekürzte und sprachlich vereinfachte Ausgabe für den Französisch-Unterricht. Die Nachfrage durch die Behandlung im Schulunterricht führte dazu, dass auch die deutschsprachige Ausgabe lange vergriffen war.

## Ausgaben
- Georges Simenon: Maigret et le clochard. Presses de la Cité, Paris 1963 (Erstausgabe).
- Georges Simenon: Maigret und der Clochard. Übersetzung: Hansjürgen Wille, Barbara Klau. Kiepenheuer & Witsch, Köln 1964.
- Georges Simenon: Maigret und der Clochard. Übersetzung: Hansjürgen Wille, Barbara Klau. Heyne, München 1971.
- Georges Simenon: Maigret und der Clochard. Übersetzung: Josef Winiger. Diogenes, Zürich 1989, ISBN 3-257-21801-X.
- Georges Simenon: Maigret und der Clochard. Sämtliche Maigret-Romane in 75 Bänden, Band 60. Übersetzung: Josef Winiger. Diogenes, Zürich 2009, ISBN 978-3-257-23860-0.